# ワイカト川
ワイカト川（ワイカトがわ、英語: Waikato River）とは、ニュージーランド・北島を流れる川である。全長は425 kmであり、ニュージーランド最長の川である。北島中央部に位置するトンガリロ国立公園内にあるルアペフ山に発し、タウポ湖やハミルトンの町を経由して、オークランドの南方でタスマン海へと流れる。川の上流・中流やタウポ湖にはマレタイ発電所など8つの水力発電所があり、2つの地熱発電所と合わせて北島最大の発電地帯を形成している。下流は多くの湖沼が存在する湿地帯であるが、土地改良が行われた結果、酪農が盛んに行われるようになった。
川の名称はマオリ語に由来しており、「流れる水」を意味する。